# قطايف إكمك
قطايف إقمق (بالتركية: Ekmek kadayıfı) أي قطايف الخبز هي بودنغ خبز كان جزءًا من المطبخ العثماني وفي العصر الحديث لا يزال جزءًا من مطابخ الإمبراطورية العثمانية السابقة. يُقدم تقديمه عادة مع القيمر وهو نوع من القشدة المخثرة. يعد تخصصًا لمدينة لأفيون قره حصار في تركية.

## التاريخ
ظهرت هذه الوصفة لاستخدام الخبز القديم. أما المنزليين العصريين فيعدونه بديلًا للحلويات التقليدية الأكثر جهدًا مثل البقلاوة. يُقدم في وجبات الإفطار خلال شهر رمضان.